# Pau de Miró i Simó
Pau de Miró i Simó (Reus, 25 de gener de 1678 - Reus, 11 d'octubre de 1741) va ser un pagès i negociant català que el 1752 va rebre el privilegi de cavaller a títol pòstum, a petició del seu fill Francesc de Miró i Roig.
Era fill de Francesc Miró, doctor en drets nascut a Reus, i de Caterina Simó, de la família dels Simó, ciutadans honrats de Barcelona. Es va dedicar als negocis, comprant i venent terrenys rústics situats a la vora de Reus o a la ciutat mateixa i a la exportació d'aiguardent. El 1697 es va casar amb Francesca Roig i Florit, filla de Pere Roig, comerciant de Vila-rodona establert a Tarragona. Va ser un destacat partidari de l'Arxiduc Carles durant la Guerra de Successió, el qual, el 1706, li va concedir el privilegi de ciutadà honrat de Barcelona. Va participar en diversos combats contra les tropes filipistes al Camp de Tarragona i a Tortosa, i després de la batalla d'Almansa va rebre l'encàrrec de recórrer les poblacions del Camp i de l'Ebre per animar a la gent a resistir els borbònics i reclutar gent per a la infanteria, ajudant al governador Magí de Viles. Amb la victòria de Felip V, es dedicà als negocis i va fer diners amb l'especulació de terrenys urbans a Reus. Va tenir tres fills, Francesc de Miró i Roig, l'hereu, Pau de Miró i Roig, doctor en lleis i assessor jurídic del Comtat de Prades, i Pere de Miró i Roig, també doctor en dret.